# ميكائيل إنغستروم
ميكائيل إنغستروم (بالسويدية: Mikael Engström)‏ (و. 1961  م) هو كاتب، وصحفي، ومصور سويدي، ولد في بلدية سولنا.

## جوائز
حصل على جوائز منها:
- Zilveren Zoen  [لغات أخرى]‏ (2007)
- Zilveren Zoen  [لغات أخرى]‏ (2005)

## وصلات خارجية
- ميكائيل إنغستروم على موقع IMDb (الإنجليزية)
- ميكائيل إنغستروم على موقع ميوزك برينز (الإنجليزية)
- ميكائيل إنغستروم على موقع قاعدة بيانات الفيلم (الإنجليزية)

- ميكائيل إنغستروم في قاعدة بيانات الأفلام على الإنترنت